# Dakotaterritorium

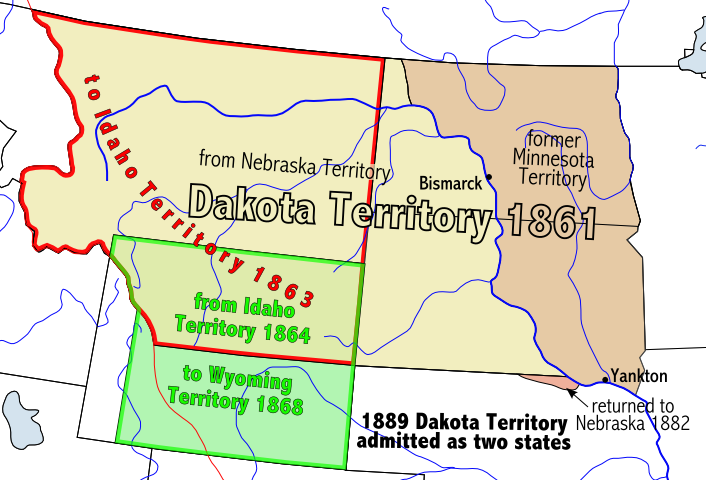
Territoriale geschiedenis van het Dakotaterritorium

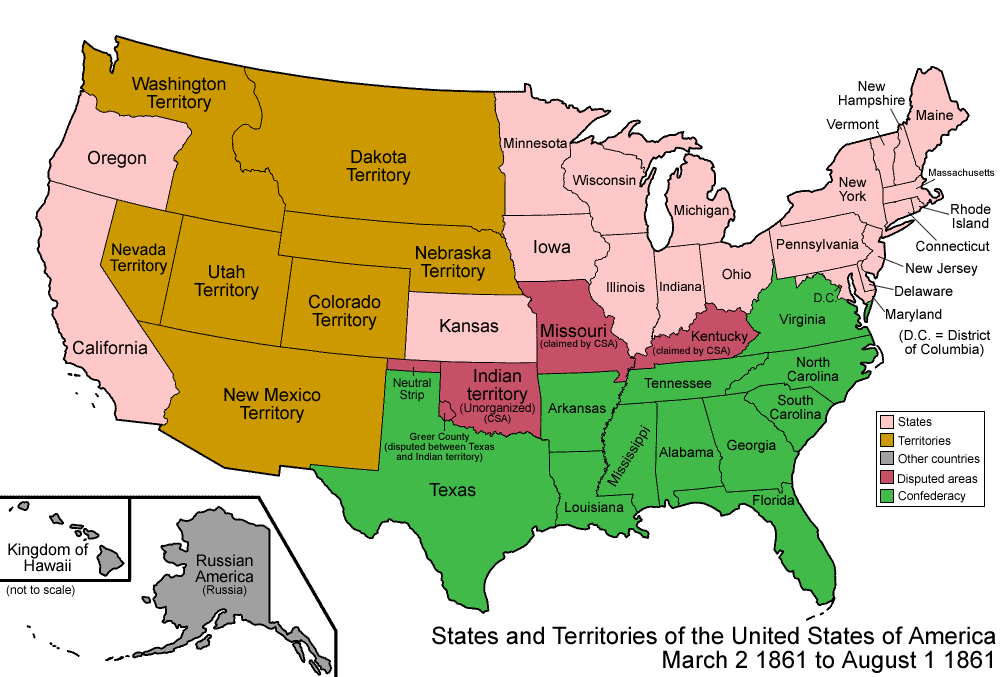
Staten en territoria van de Verenigde Staten in 1861, na de oprichting van het Dakotaterritorium

Het Dakotaterritorium (Engels: Territory of Dakota, Dakota Territory) was een georganiseerd en geïncorporeerd territorium van de Verenigde Staten dat bestond van 2 maart 1861 tot 2 november 1889.
Het werd tijdens de Amerikaanse Burgeroorlog gevormd uit het meest noordelijke deel van de Louisiana Purchase van 1803 en het meest zuidelijke deel van Rupert's Land (verkregen in 1818). Toen Minnesota een staat werd in 1858, bleef het westelijke deel van het Minnesotaterritorium over zonder territoriaal bestuur. Drie jaar later creëerde de federale overheid het Dakotaterritorium. In 1861 besloeg het de huidige staten North Dakota, South Dakota en het merendeel van Montana en Wyoming. Het territorium werd vernoemd naar de Dakota, een groepering van Sioux-indianen die in Minnesota leefden.
Op 4 maart 1863 werd het westelijke deel afgesplitst en bij het nieuwe Idahoterritorium gevoegd. Op 28 mei 1864 werd het noorden van de huidige staat Wyoming teruggegeven aan het Dakotaterritorium, samen met het zuiden van de huidige staat. Op 25 juli 1868 werd beide delen afgestoten als het Wyomingterritorium. In 1882 werd een klein gebied in het zuidoosten afgedragen aan Nebraska. Uiteindelijk werd het territorium op 2 november 1889 opgeheven toen zowel North Dakota als South Dakota staten werden.
Georganiseerde en geïncorporeerde territoria: Noordwest (1787–1803) · Zuidwest (1790–1796) · Mississippi (1798–1817) · Indiana (1800–1816) · Orleans (1804–1812) · Louisiana/Missouri (1805–1821) · Michigan (1805–1837) · Illinois (1809–1818) · Alabama (1817–1819) · Arkansas (1819–1836) · Florida (1822–1845) · Indian Territory (1834–1907) · Wisconsin (1836–1848) · Iowa (1838–1846) · Oregon (1848–1859) · Minnesota (1849–1858) · New Mexico (1850–1912) · Oklahoma (1890–1907) · Utah (1850–1896) · Washington (1853–1889) · Kansas (1854–1861) · Nebraska (1854–1867) · Nevada (1861–1864) · Colorado (1861–1876) · Dakota (1861–1889) · Idaho (1863–1890) · Arizona (1863–1912) · Montana (1864–1889) · Wyoming (1868–1890) · Hawaï (1900–1959) · Alaska (1912–1959)
Niet-geïncorporeerde territoria: Guam (1898–) · Filipijnen (1898–1946) · Puerto Rico (1898–) · Amerikaans-Samoa (1899–) · Panamakanaalzone (1903–1979) · Amerikaanse Maagdeneilanden (1917–) · Noordelijke Marianen (1975–)
Onbewoonde eilanden en claims onder de Guano Islands Act: Phoenixeilanden (1856–1979) · Roncador Bank (1856–1981) · Serrana Bank (1856–1981) · Baker (1857–) · Jarvis (1858–) · Johnston (1858–) · Navassa (1858–) · Kingman (1860–) · Swaneilanden (1863–1972) · Howland (1867–) · Midway (1867–) · Quita Sueño (1869–1981) · Palmyra (1898–) · Wake (1899–) · Corn Islands (1914–1971)